# Мирча II
Мирча II (рум. Mircea al II-lea; 1428–1447) је био кнез Влашке 1442. године. Био је најстарији син Влада II Дракула и брат Влада Цепеша и Радуа III Лепог. Био је унук Мирче I Старијег, по коме је и добио име.

## Борба за престо Влашке
Године 1436, отац Мирче II, Влад II Дракул је повратио престо Влашке, након смрти његовог полубрата Александруа I Алдеа. Мирча II је владао у одсуству свог оца почетком 1442. године, када је његов отац био на османском двору. Савезништво његовог оца са Османским царством га је учинило непријатељем Јаноша Хуњадија. Године 1443, Хуњади је покренуо напад на Влашку и победио је и османску војску и војску лојални Владу Дракулу, што је утицало на преговора са Османским двором за подршку и као резултат Мирча II је морао да иде у изгнанство. Међутим, Мирча II је имао следбенике и задржо је јаку војску током овог периода. Хуњади је поставио Басараба II на престо, али уз подршку Османлија, Влад Дракул ће повратити престо убрзо након тога. Мирча II је подржавао свог оца, али није подржавао његов став према Османлијама. Влад Дракул је потписао споразум са Османлијама којим се обавезао да ће плаћати годишњи данак, као и да ће им дати два његова сина, Влада Цепеша и Радуа Лепог, који ће служити као заробљеници.
У октобру 1444, Влад Дракул је стигао у Никопољ и покушао да одврати Владислава III, краља Пољске и Мађарске, од наставка Варниског крсташког рата. Пољски историчар Калимакхус каже да вође рата нису хтеле да да слушају, па се Влад II вратио у Влашку, али пре него што је отишао је Мирчу II поставио као команданта помоћних јединица од 4.000 влашких коњаника. Јединица је учествовала у бици код Варне 10. новембра 1444. године и после пораза је Мирча предводио остатак своје јединице и хришћанских снага преко Дунава. Као способан војсковођа, он је успешно повратиле тврђаву Ђурђу 1445. године. Међутим, у још једном споразуму са Османлијама, његов отац им је дозволио да поново имају контролу над тврђавом у нади да ће они да задрже своју подршку за његову владавину и да ће његова два сина бити безбедна. Године 1447, Хуњади је покренуо још један напад на Влашку и још једном поразио војску Влада Дракула и Мирче II, што је приморало Влада да побегне. Мирча II је међутим био заробљен од стране бољара из Трговишта и био је ослепљен и сахрањен жив. Његов отац је заробљен и убијен убрзо након тога.
Након њихове смрти, његов брат Влад Цепеш је постављен на престо од стране Османлија, али је убрзо истеран. Влад Цепеш ће поврати престо 1456. године и успешно се борити против Османлија дуги низ година после тога, а за то време ће почети своју владавину терора по којој ће постати најпознатији и што ће довести до тога да буде инспирација за главног јунака романа Дракула, Брема Стокера. Влад Цепеш ће такође спровести освету над бољарима, које је сматрао одговорним за убиства његовог оца и брата.